# 토룬 사탑

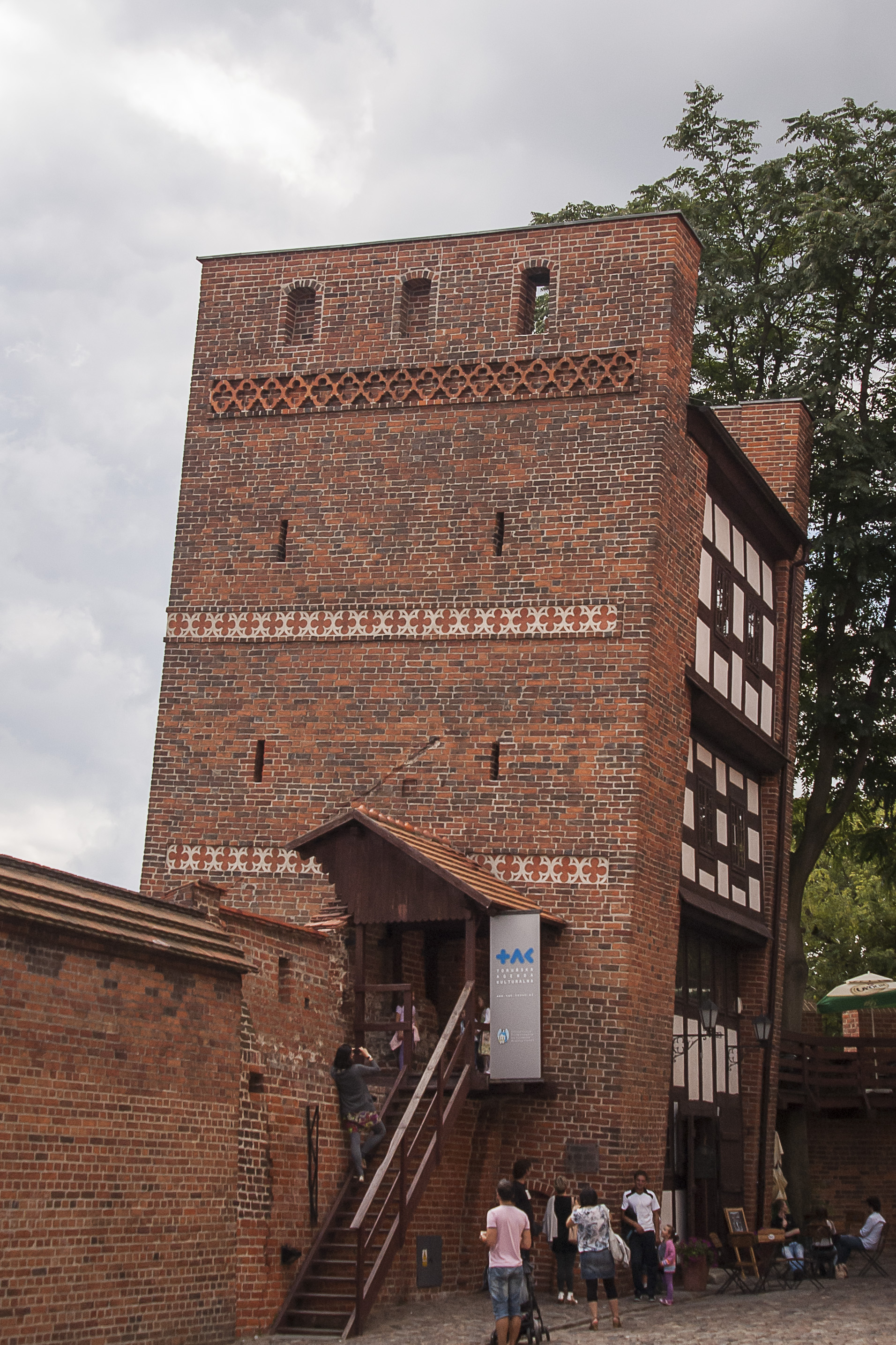
토룬 사탑

토룬 사탑(폴란드어: Krzywa Wieża w Toruniu)은 폴란드 쿠야비포모제주 토룬에 있는 사탑이다. 탑의 높이는 15m이고 수직으로부터의 편차는 146cm다. 토룬 구시가지에서 가장 중요한 랜드마크 중 하나다. 토룬 중세 마을의 일부로 유네스코 세계문화유산 및 폴란드 역사 기념물로 지정되어 있다.